# Masakazu Kamimura
Masakazu Kamimura (jap. 上村政和 Kamimura Masakazu; ur. 2 października 1960 w Kagoshimie) – japoński zapaśnik w stylu wolnym. Olimpijczyk z Los Angeles 1984, gdzie zajął czwarte miejsce w kategorii 68 kg.
Dziewiąte miejsce na mistrzostwach świata w 1982. Srebrny medal na igrzyskach azjatyckich w 1982. Srebrny medalista mistrzostw Azji w 1981 roku.